# Cappella Scaglietti-Arcangeli

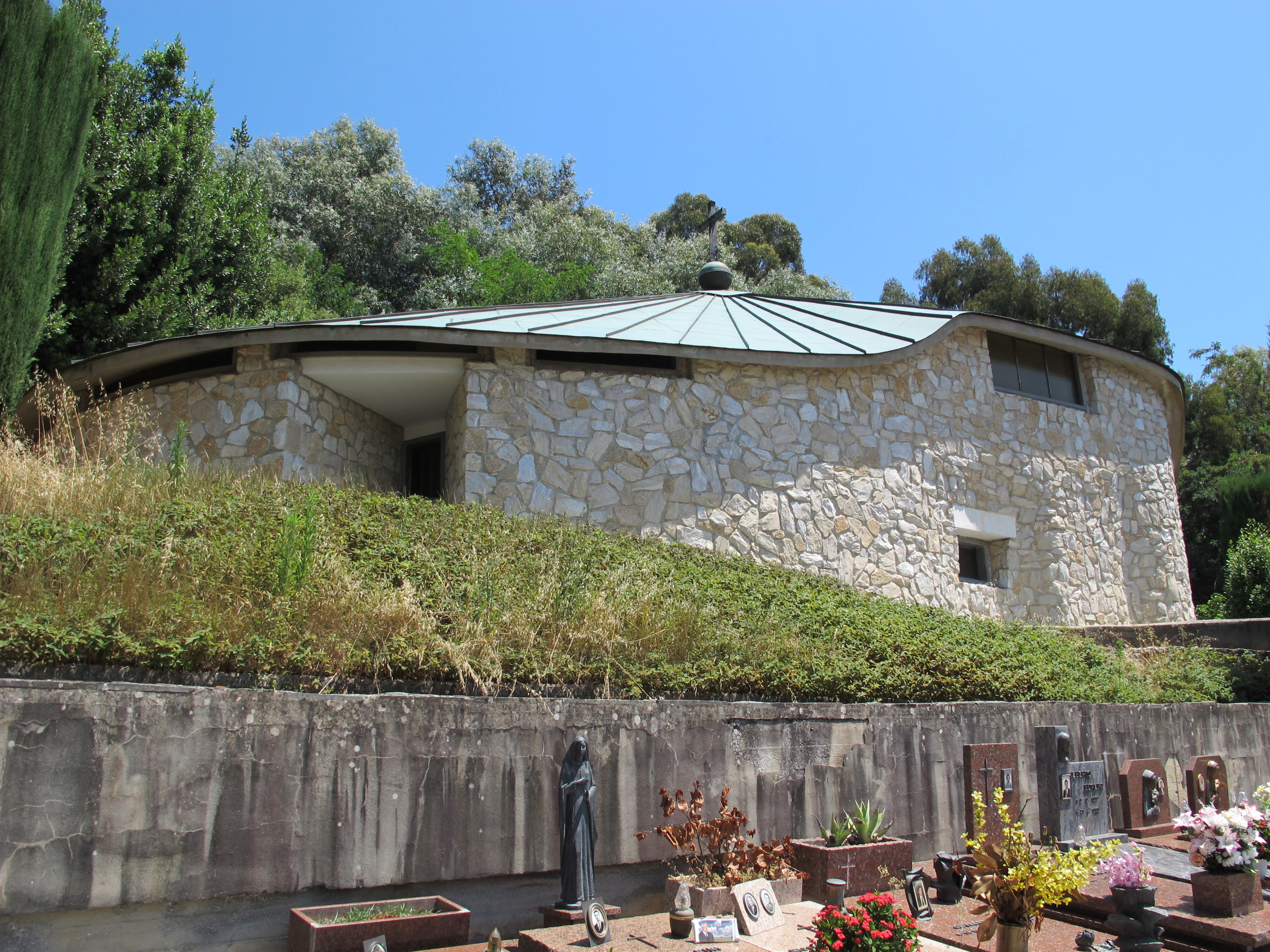
Veduta

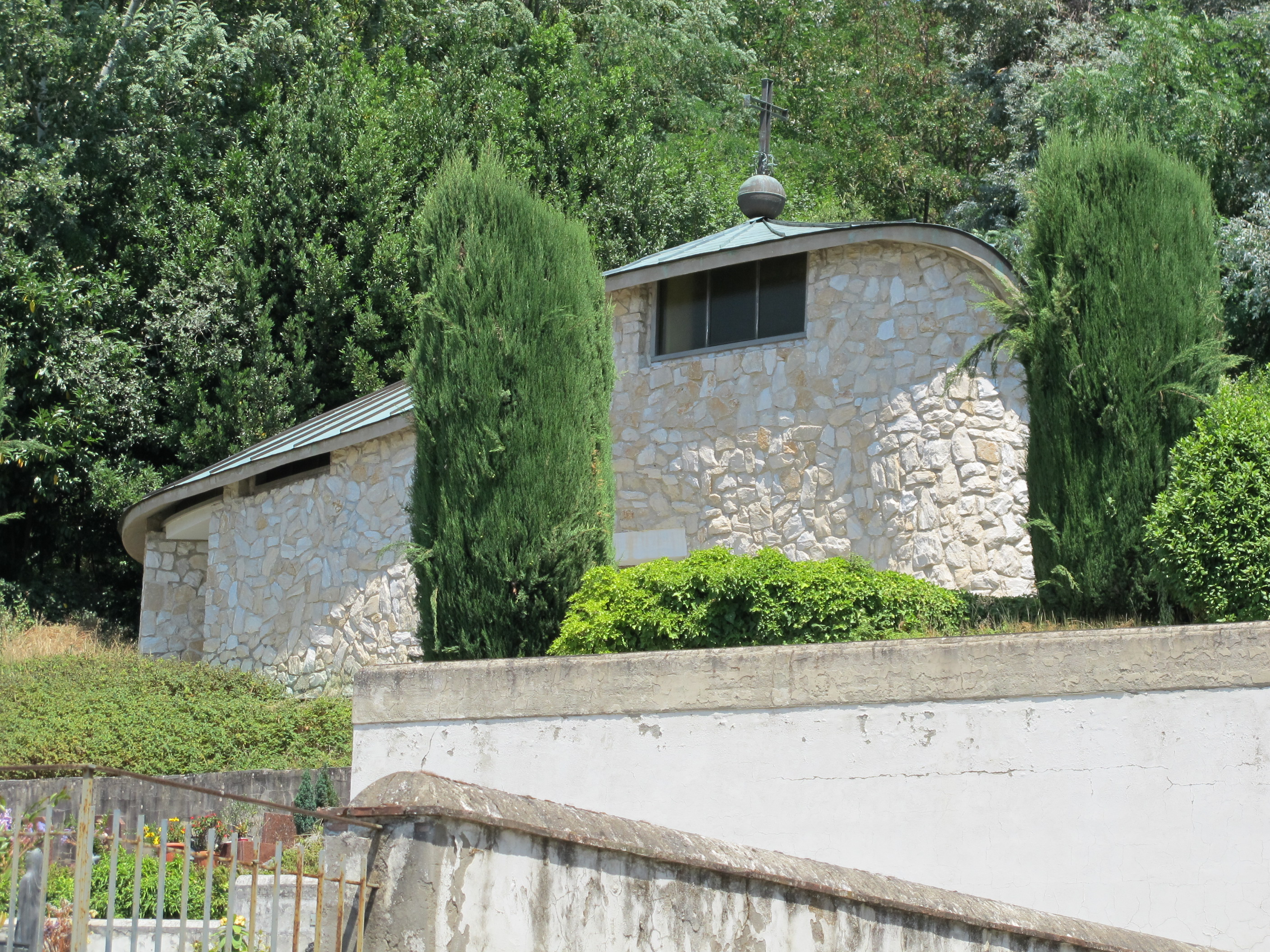
Veduta

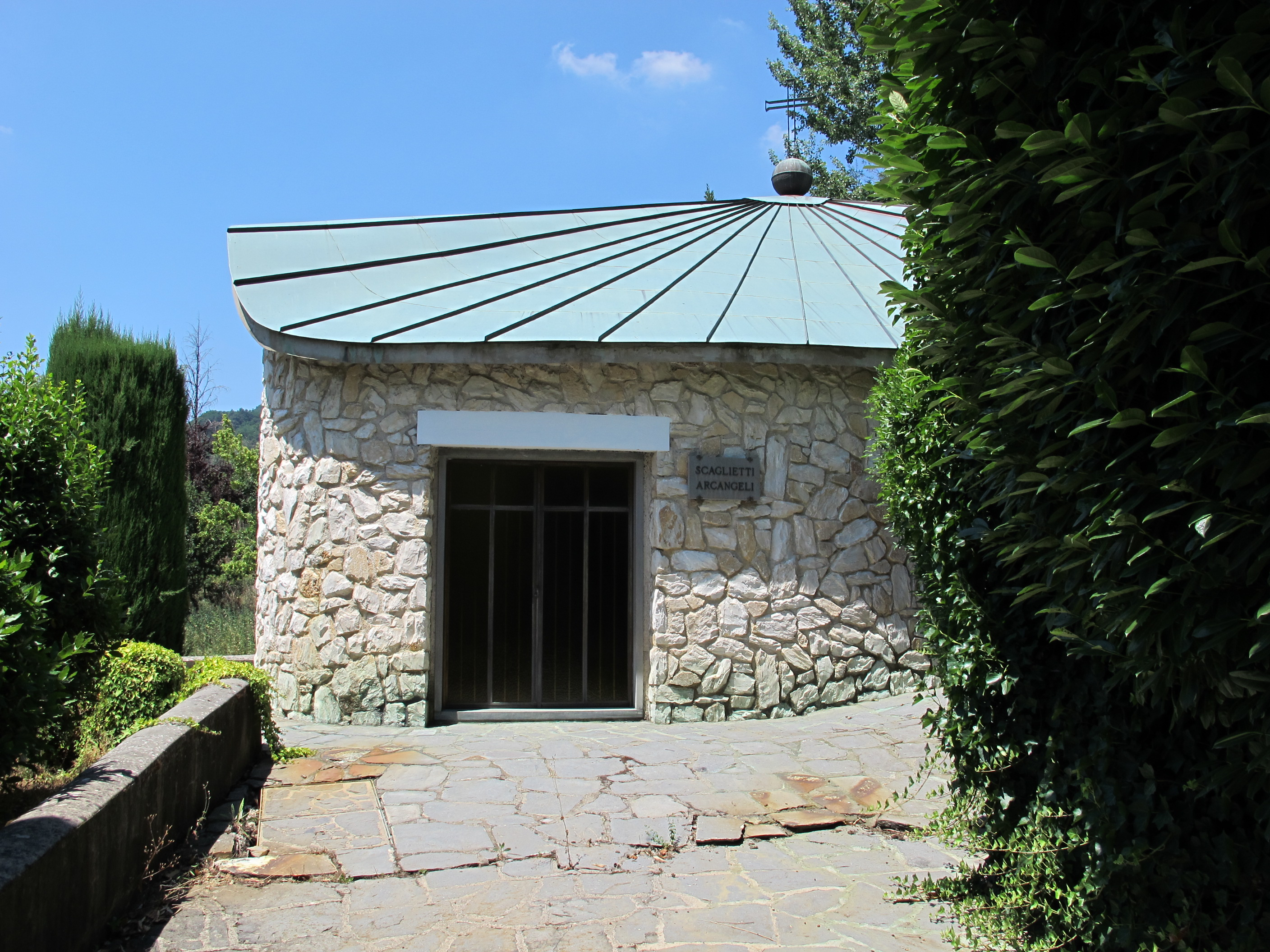
Ingresso

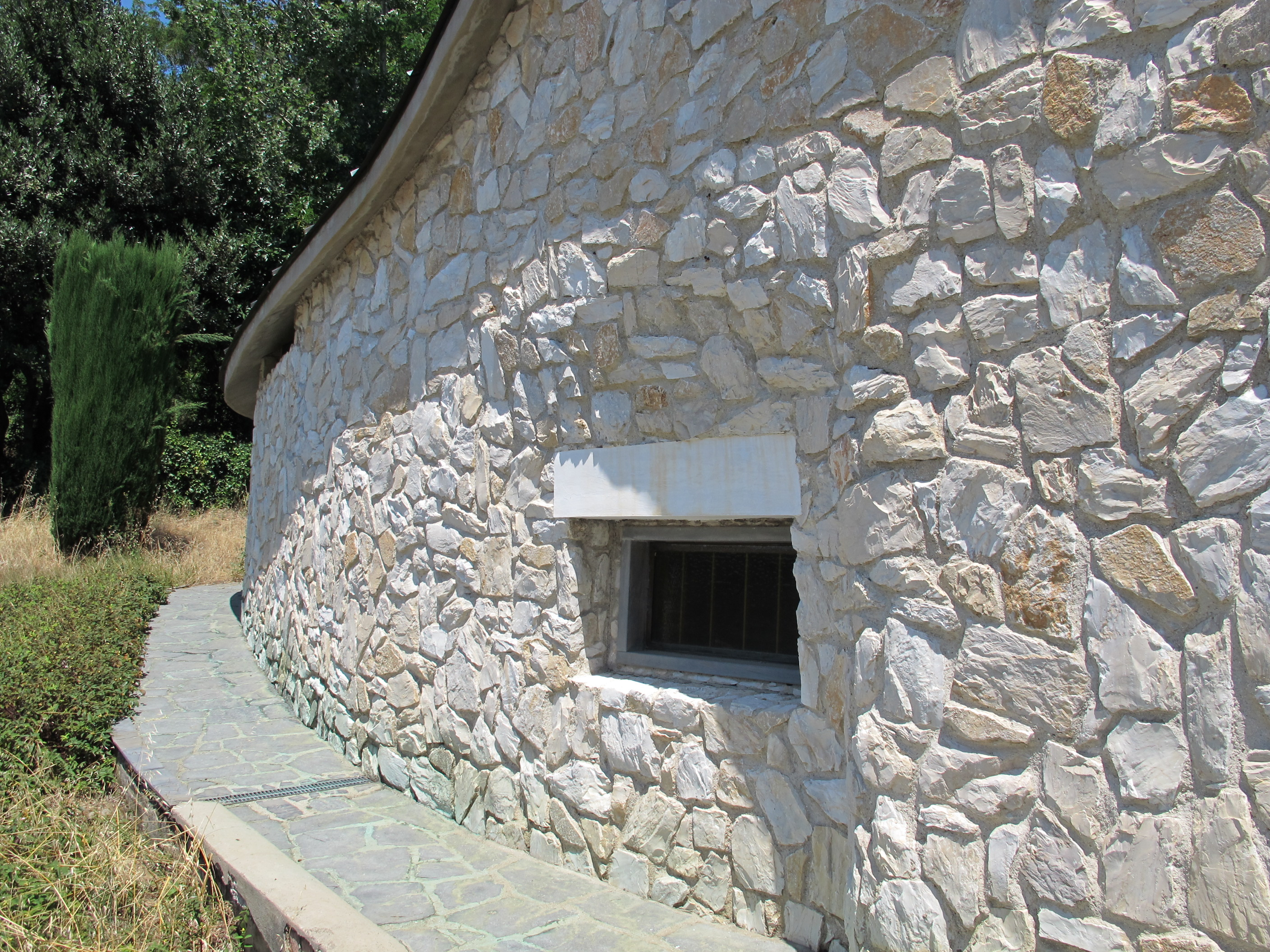
Finestra

La cappella Scaglietti-Arcangeli è un monumento funerario situato nel cimitero di Collodi, nel comune di Pescia, in provincia di Pistoia, diocesi di Pescia.

## Storia
Agli esordi degli anni settanta Giovanni Michelucci viene incaricato dalla famiglia Scaglietti Arcangeli di progettare una cappella familiare nel piccolo cimitero di Collodi.
L'architetto pistoiese riprende e rielabora temi già sperimentati nelle precedenti architetture sacre e funerarie, con particolare riguardo alle ricerche sulla muratura e la tessitura lapidea della Chiesa dell'Autostrada. Il progetto è già definito nel 1972; l'anno successivo viene realizzato un primo esecutivo e redatto il capitolato d'appalto (maggio 1974). I rapporti con la committenza non sono tuttavia idilliaci tanto che Michelucci, dopo aver delegato l'incarico all'architetto Bruno Sacchi, si disinteressa totalmente della fase costruttiva tanto da lamentare successivamente la consistente alterazione delle proporzioni di progetto. La cappella è conclusa nel 1982.

## Architettura
La cappella è situata all'estremità settentrionale del cimitero di Collodi, in un lotto posto in posizione dominante rispetto al sottostante recinto, alle cappelle familiari e ai colombari. Il cimitero è situato in un'area a forte pendenza e in una posizione di notevole valore paesaggistico, inquadrata a settentrione dall'ampio arco delle colline e affacciato a occidente sul borgo di Collodi, caratterizzato dalla monumentale presenza della villa Garzoni con annesso parco monumentale e, in fondovalle, dal più moderno parco di Collodi, per il quale Michelucci aveva progettato sul finire degli anni cinquanta l'Osteria del Gambero Rosso. La cappella Scaglietti introduce una nota di decisa modernità all'interno del recinto funerario, circoscritto lungo strada da mura e caratterizzato su due lati dalla teoria di arcate a tutto sesto dei portici colombari e al centro da alcune cappelle dal lessico classicheggiante.
L'intervento di Michelucci si qualifica e si connota, distinguendosi volutamente dall'architettura funeraria del contesto, per il carattere organico dell'architettura, esteso sia all'impianto planimetrico che al volume.
L'edificio si pone così come un involucro, murato e chiuso, dall'andamento sinuoso, sovrastato dal profilo articolato della copertura in rame; tale esplicito richiamo a un carapace arcaico è riproposto da Michelucci anche all'interno, nel motivo originale della pianta a doppia "valva", incentrata attorno ad un nucleo centrale di matrice ellittica.
Compattezza, continuità e sinuosità rendono sostanzialmente impossibile la lettura di questa architettura secondo il metro tradizionale della bu fronti, inducendo una percezione plastica della forma.
L'involucro murario, muratura a opus incertum in bozze di calcare, è interrotto da poche, calibrate, aperture: la porta di accesso sul fronte principale, le due feritoie sui fronti a monte e a valle, incassate nella strombatura del profilo murario, e le luci disposte al di sotto del solaio di copertura. Il valore di tali tagli è enfatizzato dalla qualità plastica del muro, animato da sporgenze, rigonfiamenti e inflessioni che lo rendono estremamente vibrante. A tale massa si sovrappone la superficie della copertura che si dispiega come un ampio ventaglio a 360° a partire dal polo generatore della lanterna in rame, semplice sfera sovrastata da una croce: tale ventaglio si adatta al profilo articolato della gronda, assecondandola. Per quanto riguarda l'interno, dal fronte principale si accede direttamente a un vano ellittico, sovrastato da un ballatoio perimetrale e concluso sul lato meridionale dalla teoria a raggiera, a formare una sorta di successione deambulatoriale di cappelle, dei sei loculi. Alla destra dell'accesso è situata la scala curvilinea che conduce al sovrastante ballatoio.

## Fortuna critica
Numerosi i giudizi critici su questa architettura michelucciana, tesi a evidenziare sia l'originalità della tipologia che il vigore dell'elemento murario. Secondo Marco Dezzi Bardeschi (1988) lo spazio di raccoglimento si riconduce al tema, confidenziale, del memorial o della pianta libera con muraglia tradizionale inflessa ad opus incertum, e per Suppressa (1999) la cortina muraria sembra modellarsi sulla spinta di forze generate dallo spazio interno, secondo la logica di un organismo naturale in cui anche la copertura assume connotati zoomorfi. Riguardo alla scala dell'intervento, secondo la Conforti (1990) la cappella si impone all'attenzione per le dimensioni, l'impianto e la copertura; ma l'elemento qualificante è la muraglia di pietra, che sfida le leggi della statica con imprevedibili torsioni.